# Thecocarpus meifolius
Thecocarpus meifolius är en flockblommig växtart som beskrevs av Pierre Edmond Boissier. Thecocarpus meifolius ingår i släktet Thecocarpus och familjen flockblommiga växter. Inga underarter finns listade i Catalogue of Life.